# Али (Савоја)
Али (фр. Les Allues) насеље је и општина у источној Француској у региону Рона-Алпи, у департману Савоја која припада префектури Албервил.
По подацима из 2011. године у општини је живело 1.880 становника, а густина насељености је износила 21,86 становника/km². Општина се простире на површини од 85,99 km². Налази се на средњој надморској висини од 1125 метара (максималној 3.564 m, а минималној 680 m).

## Демографија
| 1962. | 1968. | 1975. | 1982. | 1990. | 1999. | 2011. |
| ----- | ----- | ----- | ----- | ----- | ----- | ----- |
| 716   | 812   | 1.008 | 1.250 | 1.570 | 1.869 | 1.880 |

График промене броја становника у току последњих година